# Černá Studnice
Černá Studnice är ett berg i Tjeckien.   Det ligger i regionen Liberec, i den norra delen av landet, 90 km nordost om huvudstaden Prag. Toppen på Černá Studnice är 869 meter över havet, eller 264 meter över den omgivande terrängen. Bredden vid basen är 9,9 km.
Terrängen runt Černá Studnice är huvudsakligen lite kuperad.Runt Černá Studnice är det tätbefolkat, med 257 invånare per kvadratkilometer. Närmaste större samhälle är Liberec, 13,9 km väster om Černá Studnice. Omgivningarna runt Černá Studnice är en mosaik av jordbruksmark och naturlig växtlighet.